# Repsol

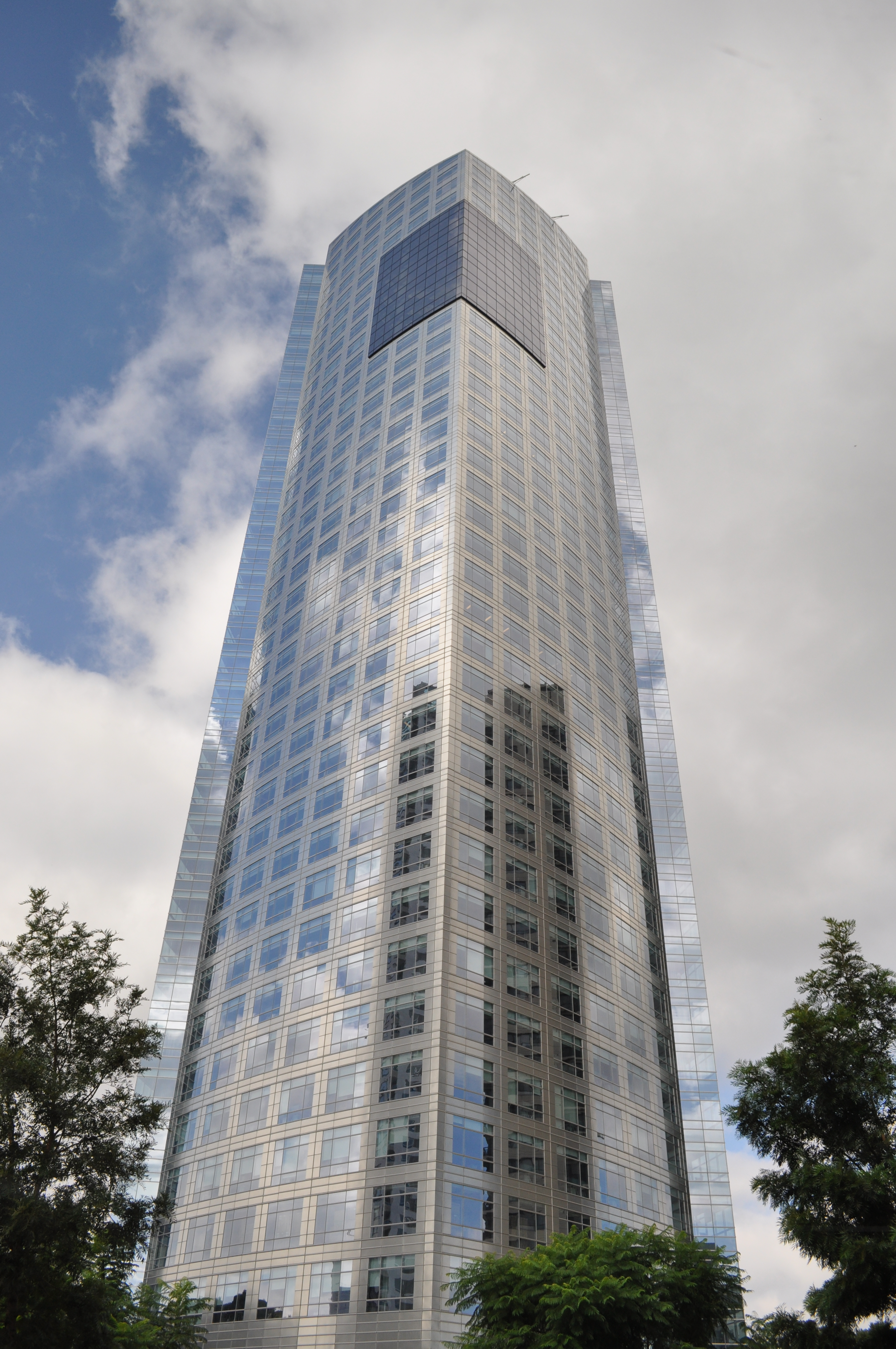
YPF Tower у Буенос-Айрес, Аргентина

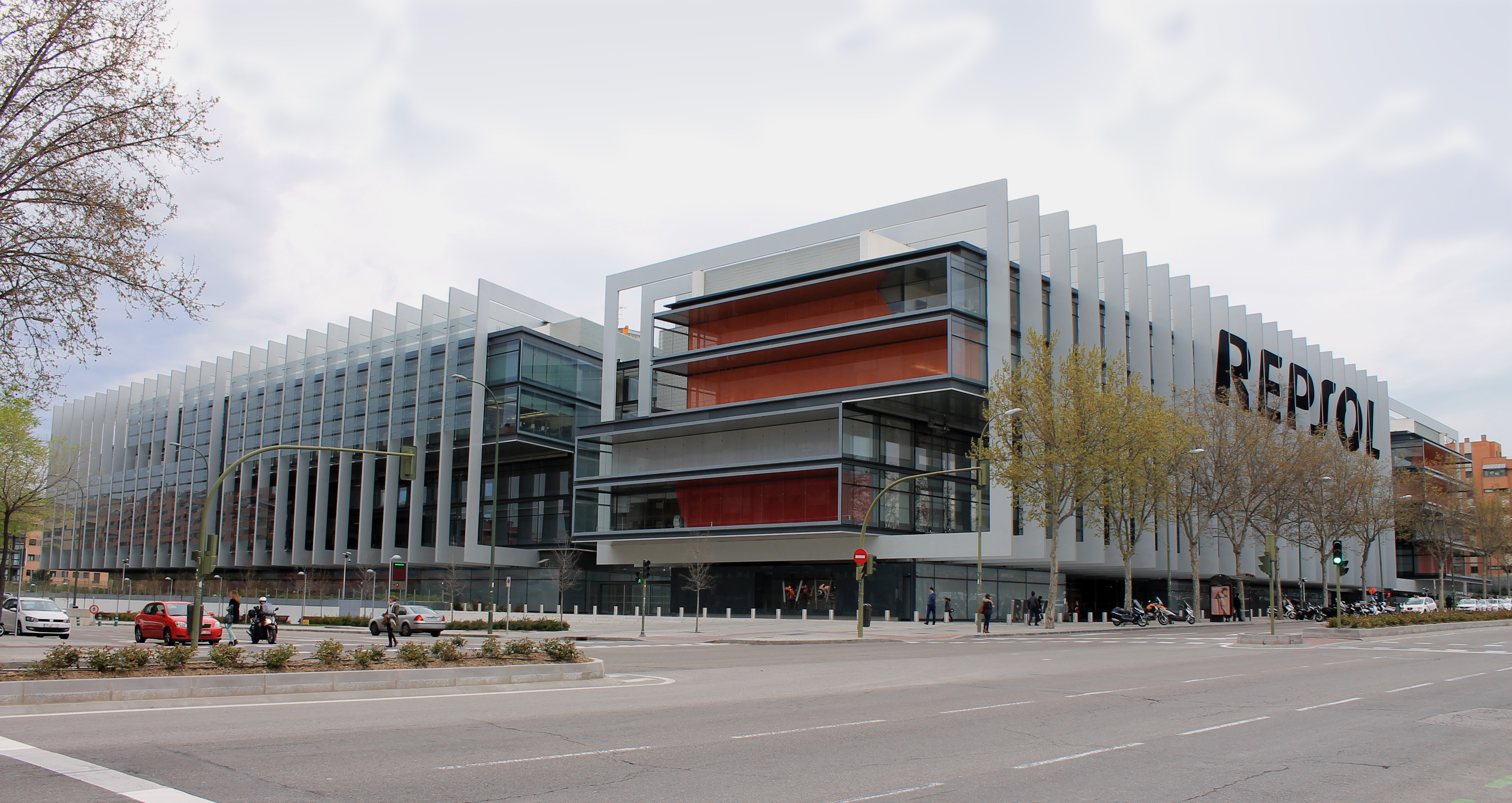
Штаб-квартира у Мадриді

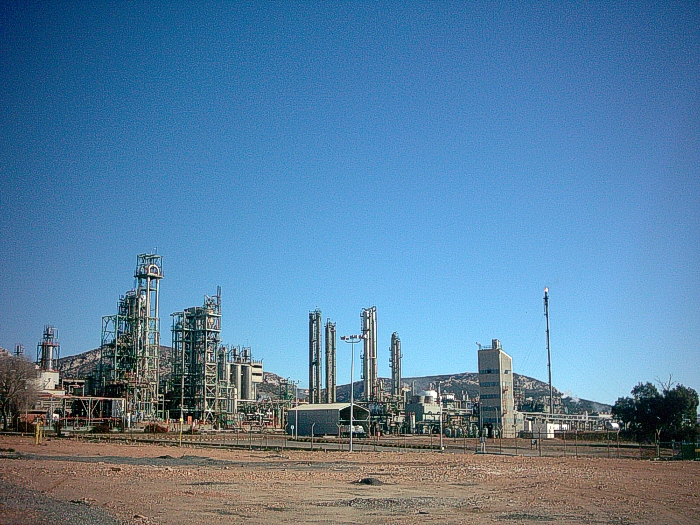
Нафтопеперобний завод, Пуертойолано

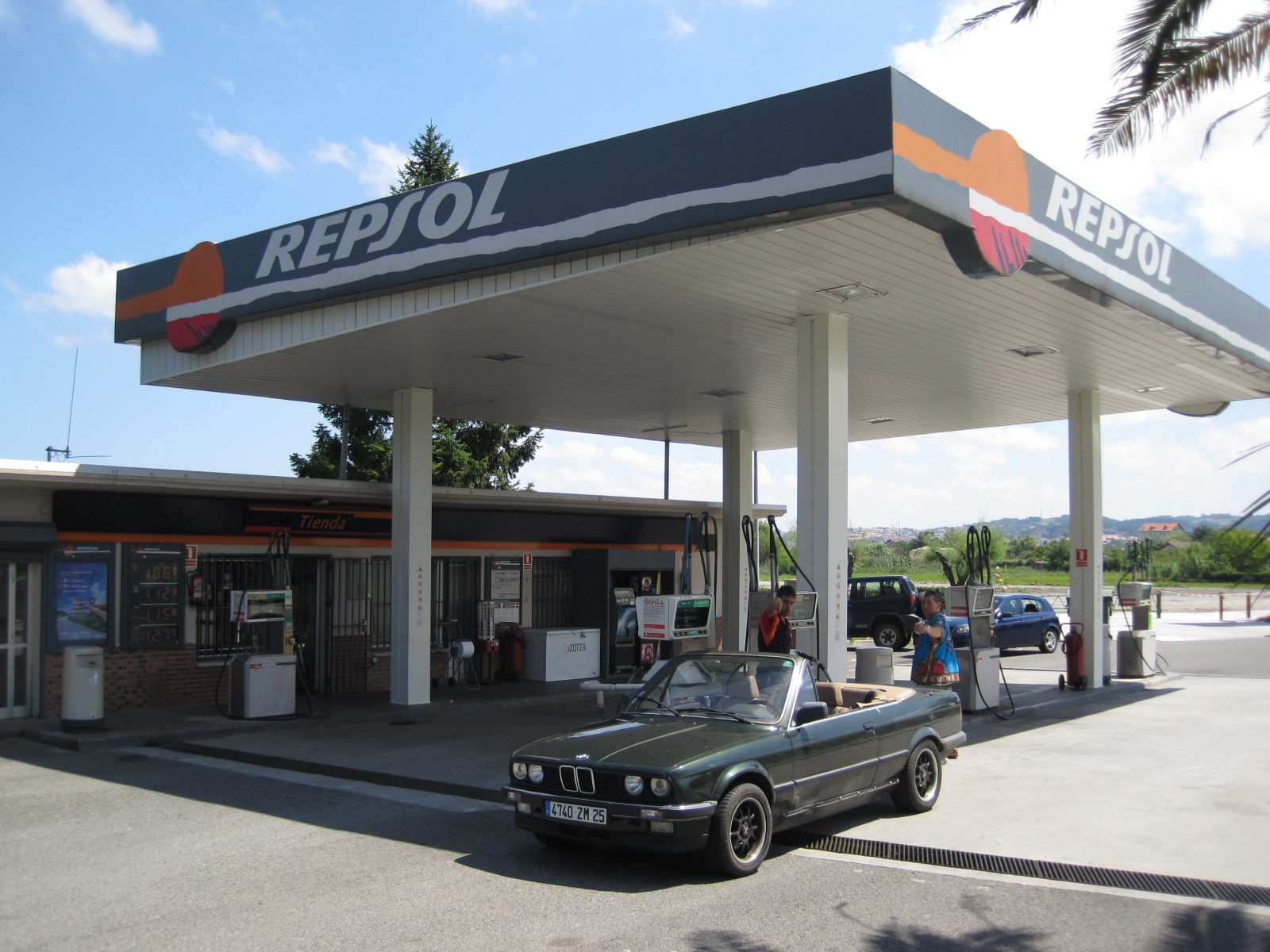
АЗС

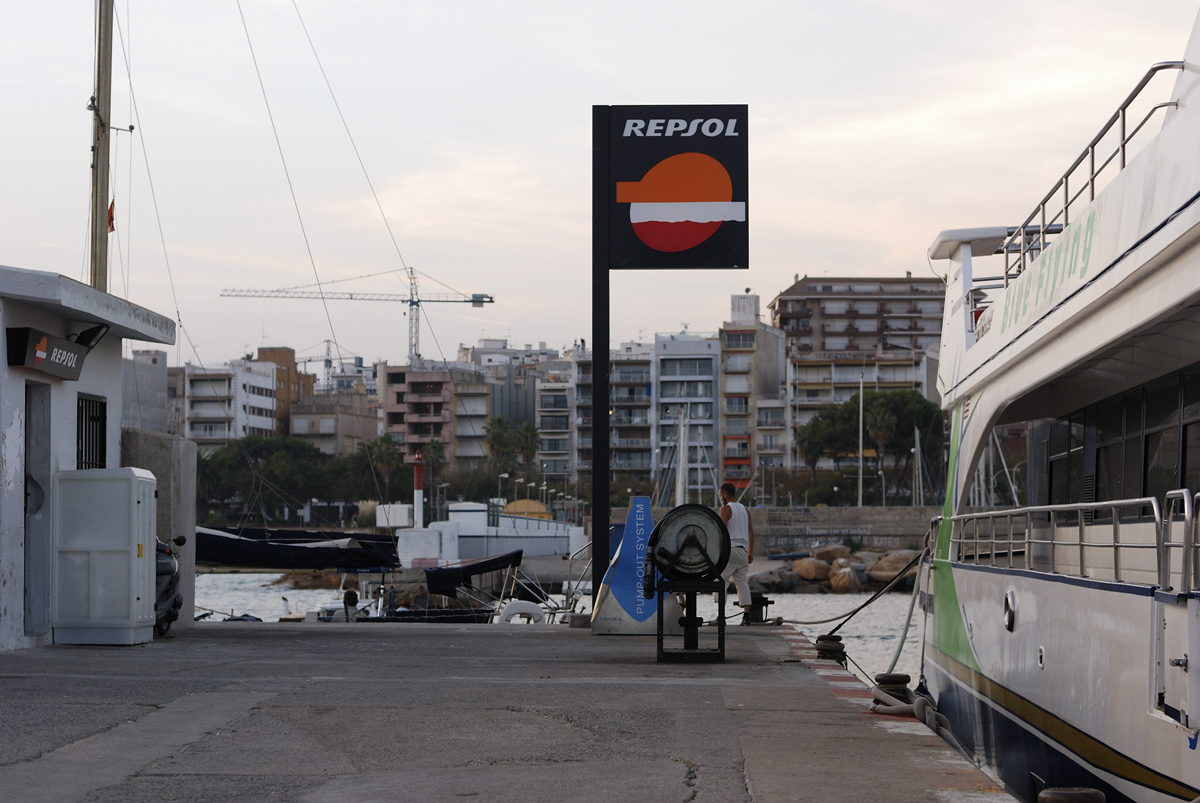
Бункеровочний пункт Repsol YPF в порту міста Бланес (Іспанія, Каталонія)

Repsol S.A. — найбільша нафтогазова компанія Іспанії і Латинської Америки, входить в десятку найбільших нафтогазових корпорацій світу. Утворена в 1999 році шляхом злиття аргентинської компанії YPF з іспанською Repsol S.A. Курс акцій Repsol YPF використовується при розрахунку індексу IBEX — найбільшого іспанського фондового індексу.
Компанія веде видобуток нафти і газу в 29 країнах, в основному в Іспанії й Аргентині, їй належать 9 нафтопереробних заводів (зокрема 5 в Іспанії). Мережа АЗС компанії налічує більше 6 900 станцій в Європі та Латинській Америці.
За 2008 оборот Repsol YPF склав понад $79 млрд, а чистий прибуток — майже $4 млрд. Добовий видобуток нафти і газу за дев'ять місяців 2005 року — 1,2 млн баррелів нафтового еквівалента.